# Sanlúcar de Guadiana
Sanlúcar de Guadiana es un municipio español de la provincia de Huelva, en la comunidad autónoma de Andalucía. Perteneciente a la comarca del Andévalo, cuenta con una población de 416 habitantes (INE 2024).

## Ubicación
Sus coordenadas geográficas son 37° 28′ N, 7° 28′ O. Se encuentra situada a una altitud de 149 m sobre el nivel del mar, a una distancia de 55 km de la capital de provincia, Huelva.

## Historia
Bajo la protección de la Taifa de Niebla, algunos grupos musulmanes se asentaron en esta zona, si bien el origen de la población actual hay que situarlo a mediados del siglo XIII, con la conquista de Sancho II de Portugal y la construcción de una fortaleza. Siendo tierras de realengo, pronto pasarán al señorío de Gibraleón. Más tarde, ya en manos de los Pérez de Guzmán, se le concede el título de villa, merced otorgada por Isabel Guzmán de Ledesma.
A mediados del siglo XVII, Sanlúcar de Guadiana se hace cargo del abastecimiento de la tropa española acuartelada en la frontera con Portugal, debido a la Guerra de la Independencia de este país. Es entonces cuando se construye el baluarte de San Gerónimo, en 1642, si bien el castillo de San Marcos continuará en el mismo estado del siglo anterior (ver más adelante), por lo que no puede evitar su toma por las tropas portuguesas al final del conflicto.
A lo largo de su historia la villa ha sufrido inundaciones debidas al desbordamiento del río Guadiana. La más devastadora tuvo lugar en 1823 en que casi la mitad de las casas fue destruida. Otra tuvo lugar en diciembre de 1875.
Sin embargo, su situación también le ha traído beneficios. Paso obligado en rutas comerciales, en el siglo XIX se convirtió en un centro desde el que se exportaba madera, plomo y jabón.

## Monumentos
- Castillo de San Marcos: fortificación fronteriza ubicada sobre un cerro al este de la población.
- Iglesia de Nuestra Señora de las Flores: construida en el siglo XVI, aunque el edificio actual se debe a la reforma del siglo XVIII. La planta se divide en tres naves, con dos capillas laterales y coro en alto. Se cubre mediante artesonado. El retablo mayor, de madera policromada, está dedicado a Nuestra Señora de la Rábida, patrona de Sanlúcar de Guadiana. Data de finales del siglo XVIII y en fechas recientes fue restaurado junto a un tríptico de escuela.

## Demografía
Sanlúcar de Guadiana cuenta con una población de 416 habitantes (INE 2024).
| Gráfica de evolución demográfica de Sanlúcar de Guadiana entre 1842 y 2021                                          |
| |
| Población de derecho según los censos de población del INE Población de hecho según los censos de población del INE |

## Economía

### Evolución de la deuda viva municipal
| Gráfica de evolución de Deuda viva del Ayuntamiento de Sanlúcar de Guadiana entre 2008 y 2019                                |
| |
| Deuda viva del Ayuntamiento de Sanlúcar de Guadiana en miles de Euros según datos del Ministerio de Hacienda y Ad. Públicas. |